# Errina cochleata
Errina cochleata is een hydroïdpoliep uit de familie Stylasteridae. De poliep komt uit het geslacht Errina. Errina cochleata werd in 1867 voor het eerst wetenschappelijk beschreven door Pourtalès. 